# Impact Wrestling No Surrender
Impact Wrestling No Surrender – cykl gal pay-per-view wrestlingu produkowany przez federację Total Nonstop Action Wrestling (TNA, obecnie Impact Wrestling).
W chronologię wchodziło osiem wydarzeń nadawanych w systemie pay-per-view oraz trzy odcinki specjalne tygodniówki Impact Wrestling. Pierwsza gala z cyklu odbyła się 17 lipca 2005, od następnego roku gale No Surrender odbywały się każdego września. Zakończenie chronologii jako wydarzenia corocznego pay-per-view ogłoszono w styczniu 2013. Gala została wznowiona jako PPV One Night Only w 2017 roku i Impact Plus Monthly Special od 2019 roku.

## Lista gal
| Gala                                  | Data             | Miasto                  | Arena                              | Walka wieczoru | Źródło |
| ------------------------------------- | ---------------- | ----------------------- | ---------------------------------- | --- | ------ |
| No Surrender (2005)                   | 17 lipca 2005    | Orlando, Floryda        | Impact Zone                        | Raven (c) vs. Abyss No Surrender Dog Collar match o NWA World Heavyweight Championship | [ 2 ]  |
| No Surrender (2006)                   | 24 września 2006 | Orlando, Floryda        | Impact Zone                        | Jeff Jarrett vs. Samoa Joe Fan's Revenge Lumberjack match | [ 3 ]  |
| No Surrender (2007)                   | 9 września 2007  | Orlando, Floryda        | Impact Zone                        | Kurt Angle (c) vs. Abyss Singles match o TNA World Heavyweight Championship | [ 4 ]  |
| No Surrender (2008)                   | 14 września 2008 | Oshawa, Ontario, Kanada | General Motors Centre              | Samoa Joe (c) vs. Christian Cage vs. Kurt Angle Three Ways to Glory match o TNA World Heavyweight Championship                                                                            | [ 5 ]  |
| No Surrender (2009)                   | 20 września 2009 | Orlando, Floryda        | Impact Zone                        | Kurt Angle (c) vs. AJ Styles vs. Hernandez vs. Matt Morgan vs. Sting 5-Way match o TNA World Heavyweight Championship                                                                     | [ 6 ]  |
| No Surrender (2010)                   | 5 września 2010  | Orlando, Floryda        | Impact Zone                        | Mr. Anderson vs. D’Angelo Dinero Singles match – półfinał turnieju o TNA World Heavyweight Championship                                                                                   | [ 7 ]  |
| No Surrender (2011)                   | 11 września 2011 | Orlando, Floryda        | Impact Zone                        | Kurt Angle (c) vs. Mr. Anderson vs. Sting 3-way match o TNA World Heavyweight Championship                                                                                                | [ 8 ]  |
| No Surrender (2012)                   | 9 września 2012  | Orlando, Floryda        | Impact Zone                        | Jeff Hardy vs. Bully Ray Singles match – finałowa walka Bound for Glory Series | [ 9 ]  |
| Impact Wrestling: No Surrender (2013) | 12 września 2013 | St. Louis, Missouri     | Chafeitz Arena                     | AJ Styles vs. Magnus Singles match – finałowa walka Bound for Glory Series | [ 10 ] |
| Impact Wrestling: No Surrender (2014) | 17 września 2014 | Nowy Jork, Nowy Jork    | Manhattan Center                   | Lashley (c) vs. Bobby Roode Singles match o TNA World Heavyweight Championship | [ 11 ] |
| Impact Wrestling: No Surrender (2015) | 5 sierpnia 2015  | Orlando, Floryda        | Impact Zone                        | Ethan Carter III (c) vs. Matt Hardy Full Metal Mayhem match o TNA World Heavyweight Championship                                                                                          | [ 12 ] |
| One Night Only: No Surrender (2017)   | 16 czerwca 2017  | Orlando, Floryda        | Impact Zone                        | Lashley (c) vs. Eddie Edwards o Impact Wrestling World Heavyweight Championship | [ 13 ] |
| No Surrender (2019)                   | 7 grudnia 2019   | Dayton, Ohio            | The Brightside Music & Event Venue | Sami Callihan (c) vs. Rich Swann Singles match o Impact World Championship | [ 14 ] |
| No Surrender (2021)                   | 13 lutego 2021   | Nashville, Tennessee    | Skyway Studios                     | Rich Swann (c) vs. Tommy Dreamer Singles match o Impact World Championship | [ 15 ] |
| No Surrender (2022)                   | 19 lutego 2022   | Westwego, Luizjana      | Alario Center                      | Team Impact (Chris Sabin, Rhino, Rich Swann, Steve Maclin i Willie Mack) vs. Honor No More (Matt Taven, Mike Bennett, PCO, Vincent i Kenny King) (z Marią Kanellis) 10-man tag team match | [ 16 ] |
| No Surrender (2023)                   | 24 lutego 2023   | Sunrise Manor, Nevada   | Sam’s Town Live                    | Josh Alexander (c) vs. Rich Swann Singles match o Impact World Championship | [ 17 ] |
| No Surrender (2024)                   | 23 lutego 2024   | Westwego, Luizjana      | Alario Center                      | Chris Sabin (c) vs. Mustafa Ali Singles match o TNA X Division Championship | [ 18 ] |

## Wyniki

### 2005
No Surrender (2005) – gala wrestlingu wyprodukowana przez federację Total Nonstop Action Wrestling (TNA). Odbyła się 17 lipca 2005 w Impact Zone w Orlando na Florydzie. Była to pierwsza gala z cyklu No Surrender oraz siódme wydarzenie pay-per-view TNA w 2005 roku.
Karta gali obejmowała dziewięć walk. Dodatkowe starcie odbyło się podczas pre-showu wydarzenia.
| Nr                                                                   | Wyniki | Stypulacje                                                     | Czas  |
| -------------------------------------------------------------------- | --- | -------------------------------------------------------------- | ----- |
| 1P                                                                   | Shocker pokonał Jerrelle'a Clarka | Singles match                                                  | –     |
| 2                                                                    | America’s Most Wanted (Chris Harris i James Storm) pokonali Alexa Shelley’ego i Matta Bentleya                                             | Tag Team match                                                 | 11:47 |
| 3                                                                    | Sonjay Dutt pokonał Elixa Skippera, Mikey’ego Battsa i Shark Boya                                                                          | 4-Way match Walka kwalifikacyjna do TNA Super X Cup Tournament | 8:22  |
| 4                                                                    | Apolo i Sonny Siaki pokonali Davida Younga i Simona Diamonda                                                                               | Tag Team match                                                 | 5:32  |
| 5                                                                    | Samoa Joe pokonał Chrisa Sabina | Singles match                                                  | 14:02 |
| 6                                                                    | Team Canada (A-1, Bobby Roode i Eric Young) pokonali The Naturals (Andy’ego Douglasa i Chase’a Stevensa) i Lance’a Hoyta (z Jimmym Hartem) | 6-Man Tag Team match                                           | 14:44 |
| 7                                                                    | Monty Brown i Kip James pokonali 3Live Kru (Konnana i Rona Killingsa)                                                                      | Street Fight                                                   | 5:20  |
| 8                                                                    | AJ Styles pokonał Seana Waltmana | Singles match z Jerrym Lynnem jako sędzią specjalnym           | 14:37 |
| 9                                                                    | Christopher Daniels (c) pokonał Peteya Williamsa                                                                                           | Singles match o TNA X Division Championship                    | 16:24 |
| 10                                                                   | Raven (c) pokonał Abyssa (z Jamesem Mitchellem)                                                                                            | Dog Collar match o NWA World Heavyweight Championship          | 19:17 |
| (c) – mistrz/mistrzyni przed walkąP – walka miała miejsce w pre-show | |                                                                |       |

### 2006
No Surrender (2006) – gala wrestlingu wyprodukowana przez federację Total Nonstop Action Wrestling (TNA). Odbyła się 24 września 2006 w Impact Zone w Orlando na Florydzie. Była to druga gala z cyklu No Surrender oraz dziewiąte wydarzenie pay-per-view TNA w 2006 roku.
Karta wydarzenia składała się z ośmiu walk, a dodatkowe starcie – tzw. dark match – nie zostało wyemitowane.
| Nr                                                                                    | Wyniki | Stypulacje                                                                                   | Czas  |
| ------------------------------------------------------------------------------------- | --- | -------------------------------------------------------------------------------------------- | ----- |
| 1D                                                                                    | Bobby Roode pokonał Vaughna Doringa | Singles match                                                                                | –     |
| 2                                                                                     | Eric Young pokonał A-1 | Singles match                                                                                | 6:14  |
| 3                                                                                     | Jay Lethal pokonał Peteya Williamsa | Singles match                                                                                | 7:25  |
| 4                                                                                     | Abyss (z Jamesem Mitchellem) pokonał Ravena i Brothera Runta | No Disqualification 3-Way Dance                                                              | 11:24 |
| 5                                                                                     | The Naturals (Andy Douglas i Chase Stevens) (z Shane’em Douglasem) wygrali, jako ostatnich eliminując America’s Most Wanted (Chrisa Harrisa i Jamesa Storma) (z Gail Kim) | Triple Chance Tag Team Battle Royal o miano pretendenckie do NWA World Tag Team Championship | 14:05 |
| 6                                                                                     | Senshi (c) pokonał Chrisa Sabina | Singles match o TNA X Division Championship                                                  | 16:57 |
| 7                                                                                     | Christian Cage pokonał Rhino | Singles match                                                                                | 16:26 |
| 8                                                                                     | AJ Styles i Christopher Daniels pokonali The Latin American Exchange (Hernandeza i Homicide'a) (z Konnanem) (c)                                                           | Ultimate X match o NWA World Tag Team Championship                                           | 15:29 |
| 9                                                                                     | Samoa Joe pokonał Jeffa Jarretta | „Fan's Revenge” Lumberjack match                                                             | 11:03 |
| (c) – mistrz/mistrzyni przed walkąD – walka była dark matchem (nietransmitowana w TV) | |                                                                                              |       |

### 2007
No Surrender (2007) – gala wrestlingu wyprodukowana przez federację Total Nonstop Action Wrestling (TNA). Odbyła się 9 września 2007 w Impact Zone w Orlando na Florydzie. Była to trzecia gala z cyklu No Surrender oraz dziewiąte wydarzenie pay-per-view TNA w 2007 roku.
Karta wydarzenia składała się z ośmiu walk.
| Nr                                 | Wyniki | Stypulacje                                                                                    | Czas  |
| ---------------------------------- | --- | --------------------------------------------------------------------------------------------- | ----- |
| 1                                  | Team Pacman (Adam „Pacman” Jones i Ron Killings) pokonali Kurta Angle’a i Stinga (c)                                 | Tag Team match o TNA World Tag Team Championship                                              | 5:56  |
| 2                                  | Rhino pokonał Jamesa Storma (z Jackie Moore)                                                                         | Singles match                                                                                 | 9:23  |
| 3                                  | Robert Roode (z Ms. Brooks) pokonał Kaza                                                                             | Singles match                                                                                 | 13:47 |
| 4                                  | Jay Lethal pokonał Kurta Angle’a (c)                                                                                 | Singles match o TNA X Division Championship                                                   | 12:19 |
| 5                                  | Chris Harris pokonał Black Reigna                                                                                    | No Disqualification match                                                                     | 5:14  |
| 6                                  | AJ Styles i Tomko wygrali, eliminując The Motor City Machine Guns (Chrisa Sabina i Alexa Shelley’ego) jako ostatnich | 10-drużynowy Tag Team Gauntlet match o miano pretendenckie do TNA World Tag Team Championship | 25:40 |
| 7                                  | Christian Cage pokonał Samoa Joego poprzez dyskwalifikację                                                           | Singles match                                                                                 | 15:59 |
| 8                                  | Kurt Angle (c) pokonał Abyssa                                                                                        | Singles match o TNA World Heavyweight Championship                                            | 19:24 |
| (c) – mistrz/mistrzyni przed walką | |                                                                                               |       |

### 2008
No Surrender (2008) – gala wrestlingu wyprodukowana przez federację Total Nonstop Action Wrestling (TNA). Odbyła się 14 września 2008 w General Motors Centre w Oshawie w prowincji Ontario w Kanadzie. Była to czwarta gala z cyklu No Surrender oraz dziewiąte wydarzenie pay-per-view TNA w 2008 roku.
Na kartę wydarzenia składało się dziewięć walk.
| Nr                                 | Wyniki | Stypulacje                                                     | Czas  |
| ---------------------------------- | --- | -------------------------------------------------------------- | ----- |
| 1                                  | The Prince Justice Brotherhood (Curry Man, Shark Boy i Super Eric) pokonali The Rock 'n' Rave Infection (Christy Hemme, Jimmy’ego Rave’a i Lance’a Rocka) | 6-osobowy Intergender Tag Team match                           | 7:35  |
| 2                                  | Awesome Kong (z Raishą Saeed) pokonała ODB | Falls Count Anywhere match                                     | 10:23 |
| 3                                  | Abyss i Matt Morgan pokonali Team 3D (Brothera Devona i Brothera Raya)                                                                                    | Tag Team match                                                 | 11:33 |
| 4                                  | Sheik Abdul Bashir pokonał Peteya Williamsa (c) (z Rhaką Khan) i Consequences Creeda                                                                      | 3-Way match o TNA X Division Championship                      | 8:15  |
| 5                                  | Taylor Wilde (c) (z Rhino) pokonała Angelinę Love (z Velvet Sky i Cute Kipem)                                                                             | Singles match o TNA Women’s Knockout Championship              | 6:22  |
| 6                                  | Sonjay Dutt pokonał Jaya Lethala | Ladder of Love match o SoCal Val                               | 13:19 |
| 7                                  | Beer Money, Inc. (James Storm i Robert Roode) (c) (z Jacqueline) pokonali The Latin American Xchange (Hernandeza i Homicide'a) (z Héctorem Guerrero)      | Tag Team match o TNA World Tag Team Championship               | 8:42  |
| 8                                  | AJ Styles vs. Frank Trigg zakończył się bez rezultatu | Starcie na zasadach mieszanych sztuk walki                     | 6:07  |
| 9                                  | Samoa Joe (c) pokonał Christiana Cage’a i Kurta Angle’a                                                                                                   | Three Ways to Glory match o TNA World Heavyweight Championship | 15:27 |
| (c) – mistrz/mistrzyni przed walką | |                                                                |       |

### 2009
No Surrender (2009) – gala wrestlingu wyprodukowana przez federację Total Nonstop Action Wrestling (TNA). Odbyła się 20 września 2009 w Impact Zone w Orlando na Florydzie. Była to piąta gala z cyklu No Surrender oraz dziewiąte wydarzenie pay-per-view TNA w 2009 roku.
Na kartę wydarzenia składało się dziewięć walk.
| Nr                                 | Wyniki | Stypulacje                                                          | Czas  |
| ---------------------------------- | --- | ------------------------------------------------------------------- | ----- |
| 1                                  | Taylor Wilde i Sarita pokonały The Beautiful People (Velvet Sky i Madison Rayne) | Tag Team match o nowo utworzone TNA Knockouts Tag Team Championship | 4:55  |
| 2                                  | Hernandez pokonał Erika Younga | Singles match                                                       | 0:48  |
| 3                                  | Samoa Joe (c) pokonał Danielsa | Singles match o TNA X Division Championship                         | 13:47 |
| 4                                  | D’Angelo Dinero pokonał Suicide | Falls Count Anywhere match                                          | 12:14 |
| 5                                  | ODB pokonała Cody’ego Deanera | Intergender match o zawieszone TNA Women’s Knockout Championship    | 7:14  |
| 6                                  | Kevin Nash (c) pokonał Abyssa | $50 000 Bounty Challenge o TNA Legends Championship                 | 8:23  |
| 7                                  | Beer Money, Inc. (James Storm i Robert Roode) oraz Team 3D (Brother Devon i Brother Ray) pokonali The Main Event Mafię (Bookera T i Scotta Steinera) oraz The British Invasion (Brutusa Magnusa i Douga Williamsa) | Lethal Lockdown                                                     | 21:27 |
| 8                                  | Bobby Lashley pokonał Rhino | Singles match                                                       | 7:04  |
| 9                                  | AJ Styles pokonał Kurta Angle’a (c), Matta Morgana, Stinga i Hernandeza | 5-Way match o TNA World Heavyweight Championship                    | 15:10 |
| (c) – mistrz/mistrzyni przed walką | |                                                                     |       |

### 2010
No Surrender (2010) – gala wrestlingu wyprodukowana przez federację Total Nonstop Action Wrestling (TNA). Odbyła się 5 września 2010 w Impact Zone w Orlando na Florydzie. Była to szósta gala z cyklu No Surrender oraz dziewiąte wydarzenie pay-per-view TNA w 2010 roku.
W karcie wydarzenia znalazło się osiem walk.
| Nr                                 | Wyniki | Stypulacje | Czas  |
| ---------------------------------- | --- | --- | ----- |
| 1                                  | The Motor City Machine Guns (c) (Alex Shelley i Chris Sabin) pokonali Generation Me (Maxa Bucka i Jeremy’ego Bucka) | Tag Team match o TNA World Tag Team Championship                                                                             | 12:50 |
| 2                                  | Douglas Williams (c) pokonał Sabu                                                                                   | Singles match o TNA X Division Championship                                                                                  | 11:15 |
| 3                                  | Velvet Sky pokonała Madison Rayne                                                                                   | Singles match | 4:42  |
| 4                                  | Abyss pokonał Rhino                                                                                                 | Falls Count Anywhere match                                                                                                   | 12:39 |
| 5                                  | Jeff Jarrett i Samoa Joe pokonali Stinga i Kevina Nasha poprzez nokaut                                              | Tag Team match | 6:11  |
| 6                                  | AJ Styles pokonał Tommy’ego Dreamera                                                                                | „I Quit” match | 16:37 |
| 7                                  | Kurt Angle vs. Jeff Hardy zakończyło się remisem                                                                    | Singles match Półfinał turnieju o TNA World Heavyweight Championship W przypadku przegranej Angle musiałby zakończyć karierę | 30:05 |
| 8                                  | Mr. Anderson pokonał D’Angelo Dinero                                                                                | Singles match Półfinał turnieju o TNA World Heavyweight Championship                                                         | 17:34 |
| (c) – mistrz/mistrzyni przed walką | | |       |

### 2011
No Surrender (2011) – gala wrestlingu wyprodukowana przez federację Total Nonstop Action Wrestling (TNA). Odbyła się 11 września 2011 w Impact Zone w Orlando na Florydzie. Była to siódma gala z cyklu No Surrender oraz dziewiąte wydarzenie pay-per-view TNA w 2011 roku.
W karcie wydarzenia znalazło się dziewięć walk. Przed rozpoczęciem gali oddano cześć ofiarom zamachu na World Trade Center z 11 września 2001.
| Nr                                 | Wyniki                                                                       | Stypulacje                                                         | Czas  |
| ---------------------------------- | ---------------------------------------------------------------------------- | ------------------------------------------------------------------ | ----- |
| 1                                  | Jesse Sorensen pokonał Kida Kasha                                            | Singles match o miano pretendenckie do TNA X Division Championship | 7:55  |
| 2                                  | Bully Ray pokonał Jamesa Storma poprzez dyskwalifikację                      | Singles match (Bound for Glory Series)                             | 11:48 |
| 3                                  | Winter pokonała Mickie James (c)                                             | Singles match o TNA Knockouts Championship                         | 8:38  |
| 4                                  | Mexican America (Anarquia i Hernandez) (c) pokonali D’Angelo Dinero i Devona | Tag Team match o TNA World Tag Team Championship                   | 9:45  |
| 5                                  | Matt Morgan pokonał Samoa Joego                                              | Singles match                                                      | 11:35 |
| 6                                  | Bobby Roode pokonał Gunnera poprzez poddanie                                 | Singles match (Bound for Glory Series)                             | 11:58 |
| 7                                  | Austin Aries pokonał Briana Kendricka (c)                                    | Singles match o TNA X Division Championship                        | 13:24 |
| 8                                  | Bobby Roode pokonał Bully’ego Raya                                           | Singles match Ostatnia walka Bound for Glory Series                | 12:30 |
| 9                                  | Kurt Angle (c) pokonał Stinga i Mr. Andersona                                | 3-Way match o TNA World Heavyweight Championship                   | 15:28 |
| (c) – mistrz/mistrzyni przed walką |                                                                              |                                                                    |       |

### 2012
No Surrender (2012) – gala wrestlingu wyprodukowana przez federację Total Nonstop Action Wrestling (TNA). Odbyła się 9 września 2012 w Impact Zone w Orlando na Florydzie. Była to ósma gala z cyklu No Surrender oraz dziewiąte wydarzenie pay-per-view TNA w 2012 roku.
Na kartę gali składało się siedem walk, w tym trzy starcia turniejowe Bound for Glory Series.
| Nr                                 | Wyniki                                                                                 | Stypulacje                                    | Czas  |
| ---------------------------------- | -------------------------------------------------------------------------------------- | --------------------------------------------- | ----- |
| 1                                  | Jeff Hardy pokonał Samoa Joego                                                         | Singles match Półfinał Bound for Glory Series | 12:34 |
| 2                                  | Bully Ray pokonał Jamesa Storma                                                        | Singles match Półfinał Bound for Glory Series | 13:54 |
| 3                                  | Miss. Tessmacher (c) pokonała Tarę                                                     | Singles match o TNA Knockouts Championship    | 6:55  |
| 4                                  | Zema Ion (c) pokonał Sonjaya Dutta                                                     | Singles match o TNA X Division Championship   | 11:32 |
| 5                                  | Rob Van Dam pokonał Magnusa                                                            | Singles match                                 | 10:07 |
| 6                                  | Bad Influence (Christopher Daniels i Kazarian) (c) pokonali A.J. Stylesa i Kurta Angle | Tag Team match                                | 19:30 |
| 7                                  | Jeff Hardy pokonał Bully’ego Raya                                                      | Singles match Finał Bound for Glory Series    | 12:23 |
| (c) – mistrz/mistrzyni przed walką |                                                                                        |                                               |       |

### 2013
Impact Wrestling: No Surrender (2013) – gala wrestlingu wyprodukowana przez federację Total Nonstop Action Wrestling (TNA), będąca odcinkiem specjalnym tygodniówki Impact Wrestling. Odbyła się 12 września 2013 w Chafeitz Arena w St. Louis w stanie Missouri. Była to dziewiąta gala z cyklu No Surrender oraz pierwsza niebędąca wydarzeniem pay-per-view.
Karta wydarzenia złożona była z czterech walk, z czego trzy były starciami turniejowymi Bound for Glory Series.
| Nr                                 | Wyniki                              | Stypulacje                                                   | Czas  |
| ---------------------------------- | ----------------------------------- | ------------------------------------------------------------ | ----- |
| 1                                  | AJ Styles pokonał Austina Ariesa    | Singles match Półfinał Bound for Glory Series                | 14:37 |
| 2                                  | Magnus pokonał Bobby’ego Roode’a    | Singles match Półfinał Bound for Glory Series                | 6:55  |
| 3                                  | Bully Ray (c) pokonał Mr. Andersona | Last Man Standing match o TNA World Heavyweight Championship | 17:27 |
| 4                                  | A.J. Styles pokonał Magnusa         | Singles match Finał Bound for Glory Series                   | 15:08 |
| (c) – mistrz/mistrzyni przed walką |                                     |                                                              |       |

### 2014
Impact Wrestling: No Surrender (2014) – gala wrestlingu wyprodukowana przez federację Total Nonstop Action Wrestling (TNA), będąca odcinkiem specjalnym tygodniówki Impact Wrestling. Odbyła się 17 września 2014 w Manhattan Center w Nowym Jorku. Była to dziesiąta gala z cyklu No Surrender.
Karta wydarzenia obejmowała sześć starć.
| Nr                                 | Wyniki | Stypulacje                                                                | Czas  |
| ---------------------------------- | --- | ------------------------------------------------------------------------- | ----- |
| 1                                  | Havok pokonała Taryn Terrell, Angelinę Love, Brittany, Madison Rayne, Rebel i Velvet Sky                                             | Knockouts Battle Royal o miano pretendenckie o TNA Knockouts Championship | 6:00  |
| 2                                  | Chris Melendez pokonał Kenny’ego Kinga                                                                                               | Singles match                                                             | 7:57  |
| 3                                  | Samoa Joe (c) pokonał Homicide'a | Singles match o TNA X Division Championship                               | 5:43  |
| 4                                  | The Wolves (Davey Richards i Eddie Edwards) (c) pokonali The Hardys (Jeff Hardy i Matt Hardy) oraz Team 3D (Bully’ego Raya i Devona) | 3-Way Tag Team Ladder match o TNA World Tag Team Championship             | 18:18 |
| 5                                  | Bram pokonał Gunnera (z Samuela Shawa)                                                                                               | Singles match                                                             | 4:04  |
| 6                                  | Lashley (c) pokonał Bobby’ego Roode’a                                                                                                | Singles match o TNA World Heavyweight Championship                        | 17:06 |
| (c) – mistrz/mistrzyni przed walką | |                                                                           |       |

### 2015
Impact Wrestling: No Surrender (2015) – gala wrestlingu wyprodukowana przez federację Total Nonstop Action Wrestling (TNA), będąca odcinkiem specjalnym tygodniówki Impact Wrestling. Odbyła się 5 sierpnia 2015 w Impact Zone w Orlando na Florydzie. Była to jedenasta gala z cyklu No Surrender.
Karta wydarzenia obejmowała sześć starć.
| Nr                                 | Wyniki                                                             | Stypulacje | Czas  |
| ---------------------------------- | ------------------------------------------------------------------ | --- | ----- |
| 1                                  | Mr. Anderson pokonał Brama                                         | Singles match | 9:32  |
| 2                                  | Gail Kim pokonała The Dollhouse (Taryn Terrell, Jade i Marti Bell) | 3-on-1 Handicap match | 5:09  |
| 3                                  | Eli Drake pokonał Drew Gallowaya                                   | Singles match | 3:48  |
| 4                                  | Rockstar Spud pokonał Austina Ariesa                               | Singles match W przypadku przegranej Aries musiałby odejść z TNA W przypadku przegranej Rockstar Spud musiałby zmienić pseudonim na „Spud” | 11:19 |
| 5                                  | Mahabali Shera pokonał Jamesa Storma poprzez dyskwalifikację       | Singles match | 1:41  |
| 6                                  | Ethan Carter III (c) pokonał Matta Hardy’ego                       | Full Metal Mayhem match o TNA World Heavyweight Championship                                                                               | 20:06 |
| (c) – mistrz/mistrzyni przed walką |                                                                    | |       |